# Luo Ping

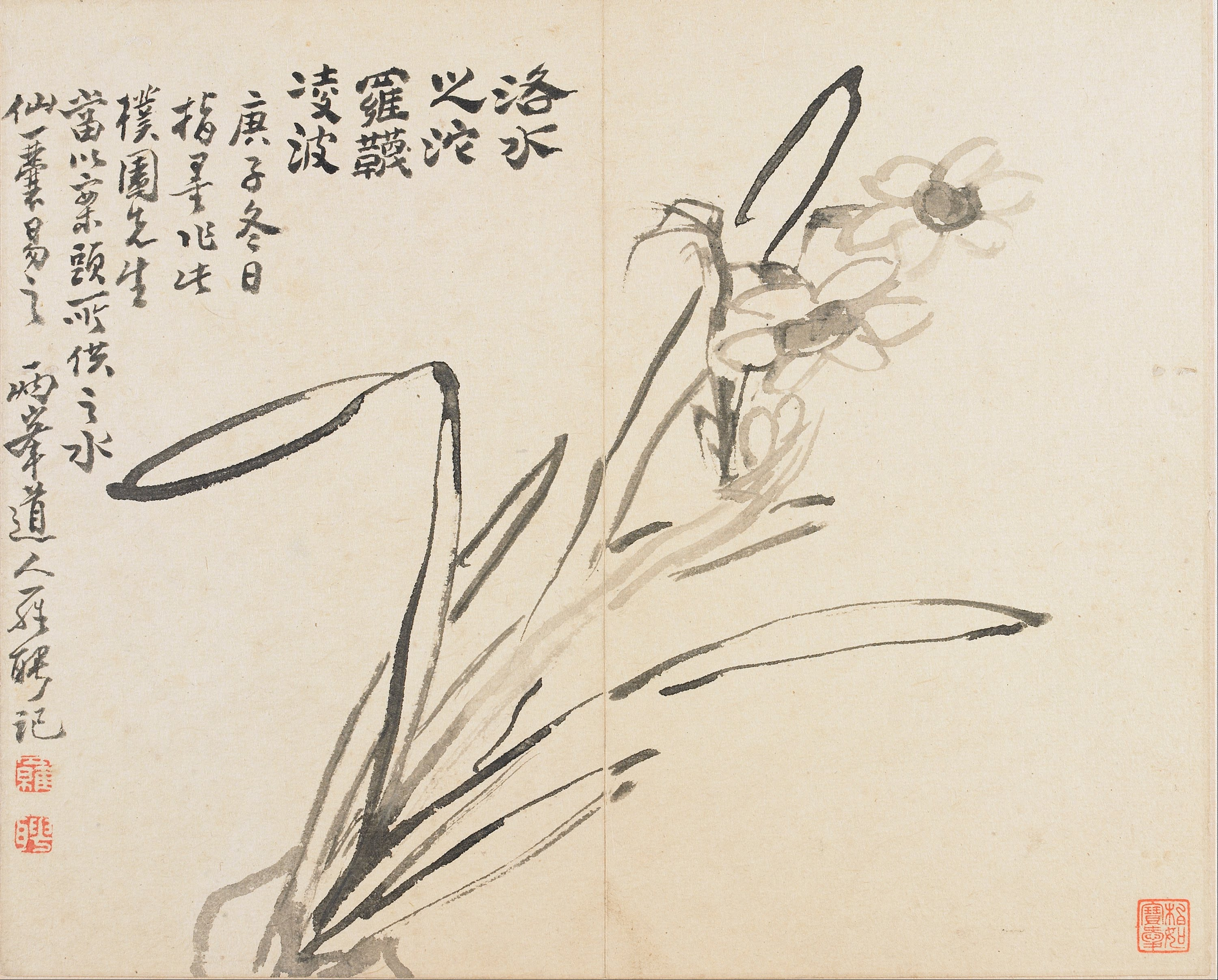
Narcis uit Luo Pings Landschappen, bloemen en vogels (1780)

Luo Ping (traditioneel Chinees: 羅聘; 1733–1799) was een Chinees kunstschilder en dichter uit de Qing-periode. Zijn omgangsnaam was Dunfu (遯夫) en zijn artistieke namen Liangfeng (兩峰; "Twee Bergtoppen") en Huazhisi Seng (花之寺僧; "Monnik van de Bloementempel").

## Biografie
Luo leefde in Ganquan, het huidige Yangzhou in Jiangsu. Hij was een boeddhist en weigerde om in staatsdienst te gaan. In plaats daarvan leefde hij van de verkoop van zijn schilderwerken.
Luo werd in zijn peuterjaren wees. Hij leerde op jonge leeftijd dichten en verwierf hiermee bekendheid in zijn geboortestad. In 1752 trouwde Luo met de dichter en schilder Fang Wanyi (方婉儀, 1732–1779). Hun dochter en twee zonen werden later ook schilders, die zich bekwaamden in afbeeldingen van pruimenbloesem.
In 1757 ging Luo in de leer bij de schilder Jin Nong (1687–ca. 1764). Hij schilderde diverse werken die Jin onder zijn eigen naam verkocht. Na de dood van Jin in 1763 maakte Luo naam in de hoofdstad Peking.

## Werk
Luo ontwikkelde een eigen unieke stijl en schilderde boeddhistische prenten, landschappen, portretten, bloemschilderingen en bamboeschilderingen. Hij was de jongste van de 'Acht Excentriekelingen van Yangzhou', een groep expressieve schilders waartoe ook zijn leraar Jin Nong behoorde.
- Bibliothèque nationale de France: cb162374044 (data)
- CiNii: DA13137347
- Gemeinsame Normdatei: 12961484X
- International Standard Name Identifier: 0000 0001 2138 4320
- KulturNav: e154439c-e7be-4a66-8dcc-20b8b338b99c
- Library of Congress Control Number: n82096075
- Nationale bibliotheek van Australië: 36612495
- Nationale Bibliotheek van Israël: 987007349675405171
- LIBRIS: 324429
- Système universitaire de documentation: 081580959
- Trove: 1328808
- Union List of Artist Names: 500321758
- Virtual International Authority File: 70014097
- WorldCat: E39PBJwp44cXrCPjhq9vxJXjmd